# Amtsgericht Altdorf
Das Amtsgericht Altdorf war ein von 1879 bis 1956 bestehendes bayerisches Gericht der ordentlichen Gerichtsbarkeit mit Sitz in der Stadt Altdorf bei Nürnberg. Bis 1973 bestand es als Zweigstelle des Amtsgerichts Nürnberg weiter.

## Geschichte
Im Jahre 1808 wurde im Verlauf der Verwaltungsneugliederung Bayerns das Landgericht Altdorf errichtet. Anlässlich der Einführung des Gerichtsverfassungsgesetzes am 1. Oktober 1879 kam es zur Errichtung eines Amtsgerichts in Altdorf, dessen Sprengel aus dem Bezirk des gleichzeitig aufgehobenen Landgerichts Altdorf gebildet wurde. Seit 1956 war das Amtsgericht Altdorf Zweigstelle des Amtsgerichts Nürnberg. Mit Inkrafttreten des Gesetzes über die Organisation der ordentlichen Gerichte im Freistaat Bayern (GerOrgG) am 1. Juli 1973 wurde das Amtsgericht Altdorf endgültig aufgehoben.